# マクニカ
株式会社マクニカ（英: MACNICA, Inc.）は、神奈川県横浜市港北区に本社を置く、半導体やサイバーセキュリティなどを扱うVAD事業と、サイバーフィジカルシステムソリューション事業の2つの事業を行う会社である。一般的に専門商社に分類される。

## 概要
1972年に設立以来、最先端の半導体、電子デバイス、コンピュータネットワーク、サイバーセキュリティ商品に技術的付加価値を加えて提供する。最先端テクノロジーのソーシング力と技術企画力をベースに、人工知能 (AI) やIoT（モノのインターネット）、自動運転、ロボットなどの分野で新たなビジネスを展開する。「Co.Tomorrowing」をスローガンに「サービス＆ソリューション・プロバイダー」を目指す。企業としてのパーパスを2022年2月に制定した。世界23か国/地域81拠点をベースにグローバルなビジネスを展開している。

## 沿革
- 1972年（昭和47年） - 創業者神山治貴が東京都世田谷区にジャパンマクニクス株式会社設立。
- 1975年（昭和50年） - 神奈川県川崎市中原区に本社移転。
- 1986年（昭和61年） - 社内でPLD（Programmable Logic Device：ユーザーが自由にプログラムすることのできるIC）のデータ書込みサービス業務を開始。
- 1990年（平成2年） - 横浜市緑区に新本社ビルを建設、川崎市から本社機能を移転。
- 1992年（平成4年） - 株式会社マクニカに商号変更。
- 2000年（平成12年） - 東京証券取引所（東証）二部に上場。
- 2001年（平成13年） - 東証一部に指定替え。
- 2002年（平成14年） - 新横浜にマクニカ第1ビルを建設し、本社機能を移転。
- 2004年（平成16年） - 社内カンパニーのマクニカネットワークスが完全子会社として設立。
- 2008年（平成20年） - 香港のCYTECH TECHNOLOGY Ltd.を完全子会社化。
- 2010年（平成22年） - 台湾のGALAXY FAR EAST CORPORATIONを株式公開買付により子会社化。
- 2012年（平成24年） - ブラジルのDHW社を子会社化。
- 2015年（平成27年） - 富士エレクトロニクス株式会社との共同株式移転により、持株会社であるマクニカ・富士エレ ホールディングス株式会社を設立。その完全子会社となり上場廃止。
- 2017年（平成29年） - 子会社の株式会社アルティマと株式会社コージェントを吸収合併[2][3]。
- 2018年（平成30年） - 子会社の株式会社エルセナを吸収合併[4]。
- 2019年（平成31年） - インドのAIプラットフォームカンパニーCrowdANALYTIX社を関係会社化。
- 2020年（令和2年） - S&J株式会社の株式の約58％を取得し、関係会社化[5]。富士エレクトロニクス株式会社を吸収合併。
- 2021年（令和3年）  - 完全子会社のマクニカネットワークスを吸収合併[6]。
- 2023年（令和5年）  - 広島県呉市と若者のチャレンジ支援などで包括連携協定を締結[7]。